# Queen's Park (Glasgow)
 (septembre 2024).
Si vous disposez d'ouvrages ou d'articles de référence ou si vous connaissez des sites web de qualité traitant du thème abordé ici, merci de compléter l'article en donnant les références utiles à sa vérifiabilité et en les liant à la section « Notes et références ».
Queen's Park est un espace vert de l'agglomération de Glasgow, ayant une superficie de 60 hectares. 

## Historique
A l'origine, les terres de ce parc étaient une partie des terres de Langside, appartenant au clan Maxwell (en).